# Helmut Groeger
Helmut Groeger (* 19. November 1899 in Militsch; † 7. April 1970 in Bonn) war ein deutscher Verwaltungsbeamter, Oberregierungsrat und Landrat.

## Leben
Helmut Groeger war ein Sohn des Rechtsanwalts und Notars Eduard Groeger und dessen Ehefrau Clara, geborene Treeger. Nach dem Ende seiner gymnasialen Ausbildung absolvierte er vermutlich in Breslau ein Studium der Rechtswissenschaften. In Breslau wurde er am 20. Dezember 1922 mit seiner Schrift Der Schiffer als Vertreter des Reeders zum Dr. iur. promoviert. 1922 wurde er zum Gerichtsreferendar ernannt und am 13. März 1926 legte er die Große Staatsprüfung ab. Im Anschluss war er in Berlin als Rechtsanwalt tätig, bevor er im September 1926 probeweise beim Polizeipräsidium in Gleiwitz beschäftigt wurde. Nach seiner dortigen Ernennung zum Regierungsassessor im März 1927 wechselte er in gleicher Position in das Polizeipräsidium Bochum. Ab dem 1. November 1929 war er beim Landratsamt Bad Kreuznach tätig, bevor er ab dem 18. Juni 1933 zur Regierung Köln wechselte. Nach der Ernennung zum Regierungsrat am 1. November 1933 wurde er im Dezember 1933 kommissarischer Landrat des Landkreises Euskirchen, dem am 6. Juni 1934 die definitive Ernennung folgte. Am 31. März 1939 wurde er in Euskirchen zum Oberregierungsrat ernannt und am 1. Mai 1939 wechselte er in das Oberpräsidium in Hannover, wo er im Oktober 1945 aus dem Dienst entlassen wurde.

## Familie
Helmut Groeger heiratete am 3. Juni 1925 in Ratibor Johanna Kaps (* 16. Oktober 1896 in Schoppenitz).

## Publikation
- Der Schiffer als Vertreter des Reeders, Schlesische Friedrich-Wilhelms-Universität zu Breslau, 1921. OCLC 64578532